# Piper (geslacht)
Piper is een botanische naam van een geslacht van bedektzadigen. Het geslacht is het bekendst vanwege de peper, zowel de witte als de zwarte peper (beide van Piper nigrum). Uiteraard is de chilipeper van heel andere herkomst.
Het gaat om een heel groot geslacht.